# Episodi di Guardia costiera (nona stagione)
La nona stagione della serie televisiva Guardia costiera è stata trasmessa in anteprima in Germania dalla ZDF tra il 25 gennaio 2006 e il 24 maggio 2006.
| nº | Titolo originale       | Titolo italiano         | Prima TV Germania | Prima TV Italia |
| -- | ---------------------- | ----------------------- | ----------------- | --------------- |
| 1  | Mord ohne Leiche       | Omicidio senza cadavere | 25 gennaio 2006   |                 |
| 2  | Duell auf See          | Duello in mare          | 1º febbraio 2006  |                 |
| 3  | Preis der Freiheit     | Prezzo della libertà    | 8 febbraio 2006   |                 |
| 4  | Angst vor der Wahrheit | Paura e verità          | 8 marzo 2006      |                 |
| 5  | Verloren in der Tiefe  | La scatola nera         | 29 marzo 2006     |                 |
| 6  | Unsichtbare Bedrohung  | Minaccia invisibile     | 3 maggio 2006     |                 |
| 7  | Gnadenlos gejagt       | Caccia spietata         | 10 maggio 2006    |                 |
| 8  | Auf der falschen Seite | Dalla parte sbagliata   | 17 maggio 2006    |                 |
| 9  | Im Alleingang          | In solitaria            | 24 maggio 2006    |                 |